# Biennale de Berlin

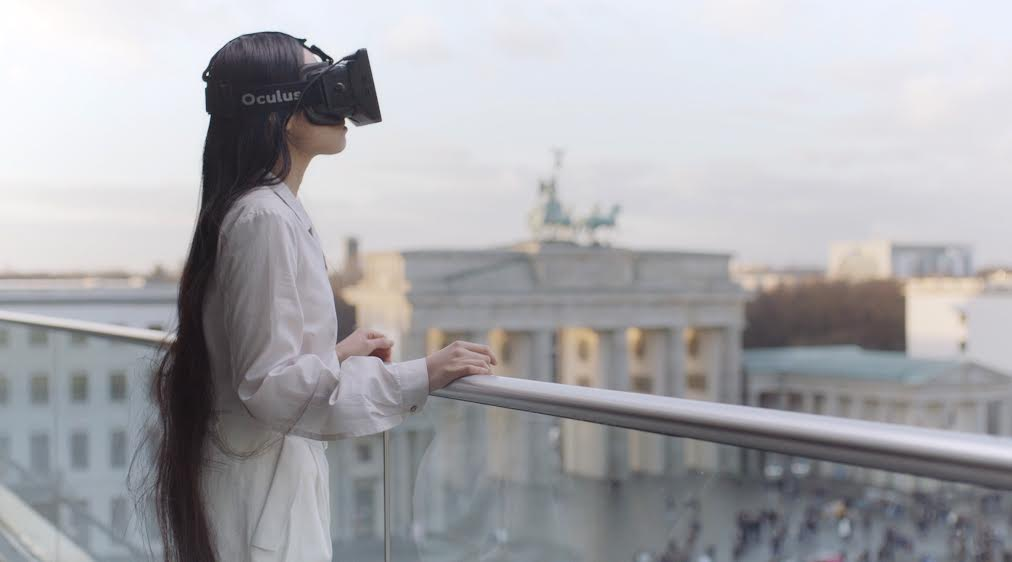
9e Biennale de Berlin.

La Biennale de Berlin pour l'art contemporain (Berlin Biennale für zeitgenössische) est une exposition d'art contemporain internationale financée par la Fondation culturelle fédérale depuis 2004 en tant qu'institution culturelle de premier plan.

## Histoire
Le 26 mars 1996, Klaus Biesenbach, aujourd'hui directeur du Museum of Contemporary Art de Los Angeles, et un groupe de collectionneurs et amateurs d'art annoncent la création de la biennale. La Biennale de Berlin a lieu tous les deux ans à différents endroits de Berlin. Depuis que cette exposition est devenue établie, le conseil d'administration a choisi un thème annuel, comme When Things Cast No Shadow (Quand les choses ne jettent aucune ombre) pour le 5e Biennale.

## Chronologie des expositions
Première exposition
Du 30 septembre au 30 décembre 1998.
Organisée par Klaus Biesenbach, Hans-Ulrich Obrist et Nancy Spector, elle a eu lieu au Kunst-Werke Berlin (de) (Institute for Contemporary Art), Auguststraße à Berlin-Mitte.
2e Biennale
Du 20 avril au 20 juin 2001.
Elle a présenté des œuvres de 49 artistes de trois pays. Saskia Bos en était curateur et les lieux d'exposition étaient les salles du Kunst-Werke Berlin (de) (Institute for Contemporary Art) et au Postfuhramt (de), Oranienburger Straße.
3e Biennale
Du 14 février au 18 avril 2004.
Le directeur artistique était Ute Meta Bauer. Les salles du Kunst-Werke Berlin (de) (Institute for Contemporary Art) et du Martin-Gropius-Bau ont été utilisées ainsi que, pour les 35 œuvres cinématographiques, le cinéma Arsenal.
4e Biennale
Du 25  mars au 5 juin 2006.
Organisée par Maurizio Cattelan, Massimiliano Gioni et Ali Subotnick, la biennale a montré des œuvres de Mircea Cantor, Bruce Nauman, Ján Mančuška, Cathy Wilkes et Thomas Schütte. Les organisateurs ont ouvert leur propre galerie (Gagosian Gallery) dans l'Auguststraße, dans laquelle les premières œuvres ont été présentées six mois avant le début de la biennale. Onze lieux différents ont été utilisés pour l'exposition proprement dite, notamment l'ancien cimetière de garnison et la salle des miroirs du Clärchens Ballhaus (de) à Berlin-Mitte.
5e Biennale
Du 5 avril au 15 juin 2008.
Organisée par Adam Szymczyk et Elena Filipovic sur quatre sites différents, dont la Neue Nationalgalerie du Kulturforum de Berlin-Mitte.
6e Biennale
Du 11 juin au 8 août 2010.
Organisée par Kathrin Rhomberg. En avant-goût de cette biennale, le projet Artists Beyond, financé par la Commission européenne, a démarré en janvier 2010 dans le but de présenter le travail artistique comme un processus de création lors d'événements publics. Sept artistes ont participé à Artists Beyond à Amsterdam, Istanbul, Pristina, Copenhague, Vienne, Paris et Berlin.
7e Biennale
Du 27 avril au 1er juillet 2012.
Organisée par Artur Zmijewski. Les conservateurs associés étaient Voina et Joanna Warsza. Pendant la période de préparation, les organisateurs ont créé leur propre journal, le P / Act for Art: Berlin Biennale Zeitung.
8e Biennale
Du 29 mai au 3 août 2014.
Organisée par l'artiste et historien de l'art colombo-canadien Juan A. Gaitán. Il a auparavant travaillé comme conservateur au Centre d'art contemporain Witte de With à Rotterdam de janvier 2009 à décembre 2011) et en tant que professeur agrégé du programme de pratique curatoriale au California College of the Arts de San Francisco (septembre 2011 à juin 2012). Juan A. Gaitán a invité Tarek Atoui, Natasha Ginwala, Catalina Lozano, Mariana Munguía, Olaf Nicolai et Danh Vo en tant que membres centraux et conseillers à collaborer dans son équipe artistique.
9e Biennale
Du 4 juin au 18 septembre 2016.
Lauren Boyle, Solomon Chase, Marco Roso et David Toro du collectif new-yorkais DIS ont été affectés à l'équipe de conservateeurs.
10e Biennale
Du 9 juin au 9 septembre 2018.
Organisée par Gabi Ngcobo et son équipe Nomaduma Rosa Masilela, Serubiri Moses, Thiago de Paula Souza et Yvette Muttumba. Avec le titre We Don't Need Another Hero, la biennale se voulait un dialogue avec les artistes et autres contributeurs. Les participants traitent les peurs et les inquiétudes actuelles de notre temps - peurs qui se multiplient en ne tenant pas compte des subjectivités complexes - et réfléchissent et agissent dans leur discussion au-delà du contexte artistique. Agnieszka Brzeżańska, Ana Mendieta, Basir Mahmood, Belkis Ayón, Cinthia Marcelle, Dineo Seshee Bopape, Elsa M'bala, Emma Wolukau-Wanambwa, Fabiana Faleiros, Firelei Báez, Gabisile Nkosi, Grada Kilomba, Heba Y. Amin, Herman Mbamba, Joanna Piotrowska, Johanna Unzueta, Julia Phillips, Keleketla! Library, Las Nietas de Nonó, Liz Johnson Artur, Lorena Gutiérrez Camejo, Lubaina Himid, Luke Willis Thompson, Lydia Hamann & Kaj Osteroth, Lynette Yiadom-Boakye, Mario Pfeifer, Mildred Thompson, Mimi Cherono Ng'ok, Minia Biabiany, Moshekwa Langa, Natasha A. Kelly, Okpokwasili, Oscar Murillo, Özlem Altın, Patricia Belli, Portia Zvavahera, Sam Samiee, Sara Haq, Simone Leigh, Sinethemba Twalo et Jabu Arnell, Sondra Perry, Tessa Mars, Thierry Oussou, Tony Cokes, Tony Cruz Pabón et Zuleikha Chaudhari ont présenté leurs œuvres.
11e Biennale
Du 5 septembre au 1er novembre 2020.
Organisée par María Berríos, Renata Cervetto, Lisette Lagnado et Agustín Pérez Rubio.
12e Biennale
Du 11 juin au 18 septembre 2022.
La Biennale s'est déroulée dans différents lieux de Berlin. Elle est organisée par Kader Attia en coopération avec Ana Teixeira Pinto, Đỗ Tường Linh, Marie Helene Pereira, Noam Segal et Rasha Salti.